# Reptyle
Reptyle ist eine 1998 gegründete Gothic-Rock-Band.

## Geschichte
Die Band wurde 1998 von den Gitarristen Christoph „Slash“ Hessel und Axel „Keule“ Kuhlhoff gemeinsam mit dem Bassisten Frank „Hook“ Maines gegründet. Kurze Zeit später wurde Reptyle durch den Keyboarder Andreas „Kufi“ Schulze, den Schlagzeuger Lutz „Ketzer“ Mönkhoff und den Sänger Andreas „Zulu“ Litschel vervollständigt. Nach Fertigstellung der ersten Demo-CD Monochrome verließ Schlagzeuger Mönkhoff die Band aus gesundheitlichen Gründe. Bassist Maines wurde durch Veronica „Moci“ Witte ersetzt. Im Jahr 2001 wurde die EP …till life do us part veröffentlicht. Nach einer weiteren Demo-CD Descent to heaven sowie internationalen Auftritten als Vorgruppe für Interpreten wie Clan of Xymox, Ikon und Cinema Strange wurde im Jahr 2004 das Debütalbum A high and lonley place über Sonorium veröffentlicht. Anschließend trat die Band weiter international auf und schrieb neues Material, welches 2007 auf dem Album Consequence über Équinoxe Records veröffentlicht wurden. Keyboarder Schulze und Bassisten Witte verließen nach dem Release die Band. Der Bass wurde von Achim "Dead" Bartholdus übernommen, dazu stieß 2008 Alexander "Diesel" Karbouj als neuer Schlagzeuger zur Band. Es folgten weitere Konzerte mit Vendemmian sowie auf dem Wave Gotik Treffen. Im Jahr 2011 erschien die Corruption e.p. als 12"- Vinyl über Équinoxe Records. Im gleichen Jahr begleitete Reptyle UK Decay auf deren Deutschland-Tournee. Karbouj verließ die Band und wurde durch Roland "Kaiser" Hütte ersetzt. Nach weiteren Engagements im Vorprogramm von The Eden House sowie Bloody Dead and Sexy veröffentlichten Équinoxe Records 2014 mit Night and the River das nächste Album. Zum Titelsong wurde ein Musikvideo gedreht. Anschließend folgte eine gemeinsame Tournee mit Sweet Ermengarde und The House of Usher sowie vereinzelte Konzerte. Im Jahr 2016 verließ Sängers Litschel die Gruppe. Parallel zur Suche nach einem geeigneten Nachfolger wurden bereits weitere Stücke aufgenommen und abgemischt. 2018 verließ Schlagzeuger Hütte die Band und wurde 2019 durch Gerwin Spalink ersetzt. Im selben Jahr erschien die CD-R Apolysis, zu welcher der Gesang von Jörg Kleudgen von The House of Usher beigesteuert wurde. Auch beim Comeback-Konzert 2019 im Bielefelder Lokschuppen übernahm dieser den Gesang. Am Konzerttag wurde die Split-Single Hibernation beider Bands veröffentlicht. Auf dieser ist auch ein Song mit dem Gastsänger Henning Hammoor von Alphamay enthalten. Rund 3 Jahre nach dem Rückzug Litschels als Sänger übernahm Kai Roarside diese Funktion. Im November 2021 veröffentlichten Reptyle ihr viertes Studioalbum Decrypt the void über Èquinoxe Records als limitiertes Vinyl, im November 2022 folgte zusätzlich ein CD-Release über das französische Label Icy Cold Records. Das Album wurde unter anderem beim New Waves Day-Festival 2022 live präsentiert. Im Herbst 2022 verließ Gerwin Spalink die Band, Andreas Schulze stieß nach 15-jähriger Abwesenheit wieder dazu. Den ersten Gig im veränderten Line-Up spielte die Band Ende Oktober auf dem These Days-Festival in Rüsselsheim mit u. a. Pink Turns Blue und And Also the Trees,

## Stil
Die Musik der Band wird dem Gothic Rock zugerechnet. Einordnende Vergleiche werden indes zu The Sisters of Mercy und Fields of the Nephilim gezogen. Dabei wird die Gruppe als Teil „einer handvoll Bands, welche die Fahne des “wahren” Goth Rocks hochhalten und nicht opportun in den Wind hängen“ gelobt. An anderer Stelle wird die Gruppe zu den Pionieren der deutschen Gothic-Rock-Szene nach der Jahrtausendwende gerechnet. Der Stil der Band sei unverkennbar und betone den Aspekt der Rockmusik im Gothic Rock.

## Diskografie
- 2000: Monochrome (Demo, Eigenvertrieb)
- 2001: …Till Life Do Us Part (Demo-EP, Eigenvertrieb)
- 2002: Descent to Heaven (Demo, Eigenvertrieb)
- 2004: A High and Lonely Place (Album, Sonorium)
- 2007: Consequence (Album, Équinoxe Records)
- 2011: Corruption E.P. (EP, Équinoxe Records)
- 2014: Night and the River (Album, Équinoxe Records)
- 2019: Apolysis (CDr, Eigenvertrieb)
- 2019: Hibernation (Split-7"-Single mit The House of Usher, Equinoxe Records)
- 2021: Decrypt the Void (Album, Équinoxe Records)